# ペルセウス座アルファ星
ペルセウス座α星（ペルセウスざアルファせい）は、ペルセウス座で最も明るい恒星で2等星。

## 概要
ペガススの大四辺形の頂点の一つアンドロメダ座α星から、さらにアンドロメダ座をβ星 - γ星とたどるとこの星に行き着く。この星の並びを、山田卓は「秋の大曲線」と名づけている。
黄白色をしたF型超巨星で、ヘルツシュプルング・ラッセル図においてこの星は、標準光源として重要なケフェイド変光星に近いところに位置している。
散開星団のペルセウス座α星団（Mel 20）のメンバーである。

## 名称
学名はα Persei（略称はα Per）。固有名のミルファクはアラビア語の Mirfaq al-Thurayya に由来する。これはプレアデス星団を頭部とする巨大な星座の「ひじ」という意味である。
かつてはペガスス座γ星と同じアルゲニブという固有名でも呼ばれていた。アルゲニブはアラビア語で「わき腹」を意味する  الجنب al-janb に由来する。2016年6月30日に国際天文学連合の恒星の命名に関するワーキンググループ (Working Group on Star Names, WGSN) は、Argenib をペガスス座γ星の固有名として承認し、同年7月20日に Mirfak をペルセウス座α星の固有名として承認した。